# 迷幻列車
《迷幻列車》（英語：Trainspotting）是一部1996年英國電影，由丹尼·鮑伊執導，講述一群愛丁堡的海洛英癮君子的生活。電影由伊旺·麥奎格、艾文·布萊納、強尼·李·米勒、凱文·麥奇、羅伯·卡萊利及凱莉·麥唐納主演。原著作家威爾許也在電影中擔當毒販麥奇·佛瑞斯特一角。
電影劇本由約翰·霍奇改寫歐文·威爾許的同名小說而成。而原著的名稱與鐵道迷觀察火車動向的行為並無關連。書名是根據原作中的其中一章，卑鄙比與懶登在愛丁堡一處廢棄的火車站遇到卑鄙比那落魄的父親時的一段。他父親開玩笑似地問說他們是否在「看火車進站」。
電影在英國、美國等地放映時引起不少的爭論。美國參議員鮑勃·多爾在1996年的美國總統大選期間，譴責該片損害道德而且鼓勵了濫用藥物，有趣的是他也承認他從未看過該片。然而在加拿大，警方則是自掏腰包買了許多電影票分發給青少年，他們認為青少年會將該片視為反毒的教材。在這些批評之外，該片被視為一部相當創新與令人印象深刻的電影，在該年度的奧斯卡電影獎項中獲得了最佳改編劇本的提名。1999年，本電影獲得英國電影協會100大英國電影排名第10，2004年則獲《Total Film》雜誌認為是有史以來第四偉大的英國電影。
該片的行銷手法也相當具有創意，設計了充滿銳舞文化的傳單，而每位主角都有各自的海報。凱文·麥奇因為生病而僅將電影拍攝完成，未參與海報的拍攝工作。

## 劇情
故事圍繞於數名英國年輕人身上，不喜歡就業、整天無所事事，泡妞、鬧事和吸毒成了他們每天的生活；儘管曾試圖擺脫毒品，但仍受不了誘惑地再打上一針，但隨著歲月逝去，他們也因此對自己的選擇付出代價。

## 角色
| 演員                          | 角色                                                          | 備註 |
| 伊旺·麥奎格 Ewan McGregor     | 馬克·懶登 Mark "Rent Boy" Renton                              | 有嚴重的海洛英毒癮，個性內斂卻又充滿許多獨特的哲學觀與想法。因其類存在主義般的鮮明性格，使這角色成為了許多地下非主流社團成員心目中的英雄人物。 |
| 艾文·布萊納 Ewen Bremner      | 丹尼爾·「屎霸」·墨菲 Daniel "Spud" Murphy                     | 馬克毒友，個性較溫和、懦弱，容易失禁。 |
| 強尼·李·米勒 Jonny Lee Miller | 西門·大衛·「變態男」·威廉森 Simon David "Sick Boy" Williamson | 馬克毒友，擅長買賣和交易。 |
| 勞勃·卡萊爾 Robert Carlyle    | 法蘭西斯·「法蘭科」·卑鄙比 Francis "Franco" Begbie            | 馬克好友，脾氣暴躁，有暴力傾向。 |
| 凱文·麥奇 Kevin McKidd        | 湯米·麥可肯基 Tommy MacKenzie                                 | 馬克好友，喜歡看錄影帶。 |
| 凱莉·麥唐納 Kelly Macdonald   | 黛安·考斯頓 Diane Coulston                                    | 高中女生，馬克在酒吧與她一見鍾情，後來強迫馬克與她交往。                                                                                       |
| 彼得·穆蘭 Peter Mullan        | 史汪尼 Swanney "Mother Superior"                              | 毒品提供者。 |
| 雪莉·韓德森 Shirley Henderson | 蓋兒 Gail                                                     | 丹尼爾女友。 |
| 歐文·威爾許 Irvine Welsh      | 麥奇·佛瑞斯特 Mikey Forrester                                 | 即為小說原作者，客串演出。 |

## 反響
爛番茄新鮮度90%，基於77條評論，平均分為8.3/10，而在Metacritic上得到83分，收穫普遍好評。
在英國本土，本片幾乎遍受好評。雜誌《Time Out London》稱此片：「一大勝利……傑出的黑色喜劇，各平行的角色情節、影像、音樂與旁白精湛的揉合宛若導演史科西斯顛峰時期的作品，《猜火車》精準表達了威爾許那種無恥又無關乎道德的智慧。」
《衛報》則指稱本片確實掌握到年輕一代的次文化的精神，其他同時期的英國電影則漸被遺忘。
在其他國家，本片也受到許多好評，美國評論人羅傑·伊伯特讚賞本片對於有毒癮者的側寫相當突出且寫實。
電影在網路電影資料庫（IMDB）的評分為8.2（滿分10），且長期名列250大佳片中。

## 軼事
- 《猜火車》的兩張電影原聲帶，是銷售量極佳的音樂專輯。第一張收錄了本片中使用到的歌曲，第二張則收錄了其他未收進第一張的歌曲，以及在製作過程中啟發導演與製作人靈感的歌曲。
- 片中「大自然」的場景是取自蘇格蘭的Corrour火車站（Corrour railway station）。
- 變態男（Sick Boy）在小說中與在電影中一樣是個龐德迷。有趣的是，飾演變態男的強尼·李·米勒（Jonny Lee Miller），是扮演前十一部龐德電影中的角色M的李·柏納（Bernard Lee）的孫子。
- 雖然場景設定在蘇格蘭愛丁堡，片中大部分場景是在蘇格蘭格拉斯哥拍攝（除了片頭的追逐戲與倫敦的場景）。

## 續集
電影仍由丹尼·鮑伊執導，伊旺·麥奎格、強尼·李·米勒、勞勃·卡萊爾與艾文·布萊納皆回歸主演。劇情改編自歐文·威爾許撰寫的2002年小說《春宮電影》，正式拍攝則於2016年3月10日在蘇格蘭的愛丁堡開始進行。電影定於2017年1月27日在英國上映。

## 外部連結
- 官方网站
- 互联网电影数据库（IMDb）上《猜火車》的资料（英文）
- Box Office Mojo上《猜火車》的資料（英文）
- 豆瓣电影上《猜火車》的資料 （简体中文）
- 爛番茄上《猜火車》的資料（英文）
- Metacritic上《猜火車》的資料（英文）
- BBC Films review – Trainspotting Definitive Edition DVD (1996) （页面存档备份，存于）